# Soortencomplex
Een soortencomplex is een term die wordt gebruikt in de biologie om te verwijzen naar een groep van nauw verwante organismen die sterk op elkaar lijken, maar op basis van uiterlijke kenmerken alleen niet gemakkelijk te onderscheiden zijn. Deze groepen organismen kunnen genetisch verwant zijn en delen veel overeenkomsten in hun morfologie, gedrag, habitat of andere eigenschappen.

## Identificatie
Het onderscheiden van verwante soorten binnen een complex vereist de studie van vaak zeer kleine verschillen. Morfologische verschillen kunnen klein zijn en alleen zichtbaar zijn door het gebruik van aangepaste methoden, zoals microscopie. Verschillende soorten hebben echter soms geen morfologische verschillen. In die gevallen kunnen andere karakters, zoals in de levensgeschiedenis, het gedrag, de fysiologie en de karyologie van de soort, worden onderzocht. Territoriale zang zijn bijvoorbeeld indicatief voor soorten in de boomkruipers, een vogelgeslacht met weinig morfologische verschillen. Paringstesten zijn gebruikelijk bij sommige groepen, zoals schimmels, om de reproductieve isolatie van twee soorten te bevestigen.
Analyse van DNA-sequenties wordt steeds meer de standaard voor soortherkenning en kan in veel gevallen de enige bruikbare methode zijn. Er worden verschillende methoden gebruikt om dergelijke genetische gegevens te analyseren, zoals moleculaire fylogenetica of DNA-barcoding. Dergelijke methoden hebben in grote mate bijgedragen aan de ontdekking van cryptische soorten, waaronder emblematische soorten als de vliegenzwam, de watervlooien en de Afrikaanse olifanten.

## Voorkomen
Soortencomplexen kunnen voorkomen in verschillende taxonomische groepen, waaronder planten, dieren en micro-organismen. 